# Silkheart Records
Silkheart Records is een Zweeds platenlabel, dat free jazz en geïmproviseerde muziek uitbrengt. Het werd in 1985 opgericht door Lars-Olof Gustavsson en Keith Knox. Sinds 2003 werkt het samen met een ander Zweeds platenlabel, dat zich op dezelfde markt begeeft, Ayler Records. Musici van wie werk op het label uitkwam, zijn onder meer Steve Lacy, Ahmed Abdullah, Charles Gayle, Ernest Dawkins, Willam Hooker en Heinz Geisser.